# Mano (Landes)
Mano település Franciaországban, Landes megyében. Lakosainak száma 129 fő (2022. január 1.). Mano Belin-Béliet, Hostens, Saint-Symphorien, Le Tuzan, Argelouse, Belhade és Moustey községekkel határos.

## Népesség
A település népességének változása:
| Lakosok száma | 75   | 92   | 103  | 95   | 123  | 129  | 125  | 114  | 120  | 129  |
|               | 1968 | 1982 | 1990 | 2006 | 2013 | 2015 | 2017 | 2019 | 2020 | 2022 |